# Пергамска библиотека
Библиотеката на Пергамон (на старогръцки: Πέργᾰμον, Pergamon) е библиотека, основана в Пергам (в Мала Азия, днес в Турция), столицата на династията на Аталидите, около 200 пр.н.е. и има около 200 000 свитъка.
Тя е втората по значение библиотека на древността след Библиотеката на Александрия. Заедно с нея тя отразява историята на класическата филология през древността.
Вероятно е основана по времето на цар Атал I (241 – 197 пр.н.е.). През 133 пр.н.е. царството заедно с библиотеката е завещано на Рим. Марк Антоний предал на Клеопатра VII за Александрийската библиотека всичките 200 хиляди книги като сватбен подарък.
Библиотеката, заедно с храм на Атина, е открита при разкопките от немски археолози през втората половина на 19 век. Храмът на Атина е построен от цар Евмен II (197 – 158 пр.н.е.).